# Росохач (Коломийський район)
Росоха́ч — село в Україні, у Городенківській міській громаді Коломийського району Івано-Франківської області.
Відповідно до Розпорядження Кабінету Міністрів України від 12 червня 2020 року № 714-р «Про визначення адміністративних центрів та затвердження територій територіальних громад Івано-Франківської області» увійшло до складу Городенківської міської громади.

## Розташування
Розташований на річці Чорнявій, за 27 км від центру громади, за 7 км від залізничної станції Гвіздець. Населення — 1186 осіб. До 2020 сільраді було підпорядковане також село Прикмище.

## Населення

### Мова
Розподіл населення за рідною мовою за даними перепису 2001 року:
| Мова       | Кількість | Відсоток |
| ---------- | --------- | -------- |
| українська | 1183      | 99.75%   |
| російська  | 2         | 0.17%    |
| румунська  | 1         | 0.08%    |
| Усього     | 1186      | 100%     |

## Історія
За переказами, село виникло у XV столітті.
Під час першої світової війни в Росохачі перебував Василь Чапаєв. Тут він одержав бойову нагороду.
На 1 січня 1939 року в селі мешкало 2220 осіб, з них 1370 українців-греко-католиків, 800 українців-латинників, 20 поляків (переважно прикордонна охорона) і 30 євреїв. Село входило до складу ґміни Виноград Коломийського повіту Станиславівського воєводства Польщі.

## Історія церкви в Росохачі
Церква Преображення Господнього (мурована), споруджена 1834 року; Пам'ятник архітектури реєстраційний номер 681.
До 1946 року діяла греко-католицька церква. З 1921 по 1932 роки в Росохачі та Прикмищах, парохом був Діонісій Величковський (нар. 1886). Число душ греко-католиків 1470, а прилученій Прикмище церкві Покрови Пресвятої Діви Марії 800, разом 2270, латинників (римо-католиків) 750, євреїв 51. 
Після його смерті з 1932 року завидатилем церкви був отець Іван Савицький (нар. 1885). Чисельність греко-католицької парафії у с. Росохач становила 1550, в прилученій церкві Покрови села Прикмище — 840, разом 2390, латинників 800, євреїв 51. Отець Іван Савицький під час Другої світової війни мав зв'язки з оунівським підпіллям. 
Після війни з Обертина прибув священик Володимир Рогожинський. Помер у 1956 році, похований на сільському цвинтарі.

## Сьогодення
У селі працюють середня школа, клуб та бібліотека.

## Відомі особи
- Уродженець Росохача Петро Федорчак, доктор історичних наук.
- Сенгалевич Михайло — греко-католицький священик в Росохачі (1855-1873), декан Жуківського деканату (1866—1873), посол (депутат) Австрійського парламенту.